# 恩里克·瓜伊塔
恩里克·瓜伊塔（西班牙語：Enrique Guaita，1910年7月11日—1959年5月18日），意大利、阿根廷男子足球运动员，司职前锋。他曾代表意大利国家队参加1934年国际足联世界杯，结果获得冠军。